# Reprezentacja Ukrainy w piłce siatkowej kobiet
Reprezentacja Ukrainy w piłce siatkowej kobiet – narodowa drużyna tego kraju, reprezentująca go na arenie międzynarodowej. Podlega Ukraińskiej Federacji Siatkarskiej (ФBУ).

## Skład reprezentacji Ukrainy w Lidze Europejskiej 2023[1]
Zawodniczki:
- 1. Ołeksandra Miłenko
- 2. Diana Meliuszkyna
- 4. Alika Łucenko
- 5. Marharyta Hejko
- 6. Chrystyna Niemcewa
- 7. Switłana Dorsman (kapitan)
- 9. Wiktoryja Olijnyk
- 14. Darija Szarhorodska
- 16. Anastasija Majewska
- 17. Jewhenija Chober
- 19. Wiktoryja Danczak
- 23. Julija Dymar
- 24. Anastasija Krajduba
- 26. Uljana Kotar
- 27. Ksenija Puhacz
- 29. Nadija Kodoła

## Trenerzy
| Lata      | Imię i nazwisko   |
| --------- | ----------------- |
| 2009–2011 | Wołodymyr Buzajew |
| 2012      | Andrij Romanowycz |
| 2013–2019 | Harij Jehiazarow  |
| 2021      | Władimir Orłow    |
| 2022–2024 | Iwan Petkow       |
| 2025–     | Jakub Głuszak     |

## Osiągnięcia
Mistrzostwa Europy:
- 1993

Liga Europejska:
- 2017, 2023[7], 2025[8]

## Udział i miejsca w imprezach

### Igrzyska Olimpijskie
| Rok  | Kraj           | Miejsce      |
| ---- | -------------- | ------------ |
| 1964 | Tokio          | brak udziału |
| 1968 | Meksyk         | brak udziału |
| 1972 | Monachium      | brak udziału |
| 1976 | Montreal       | brak udziału |
| 1980 | Moskwa         | brak udziału |
| 1984 | Los Angeles    | brak udziału |
| 1988 | Seul           | brak udziału |
| 1992 | Barcelona      | brak udziału |
| 1996 | Atlanta        | 11. miejsce  |
| 2000 | Sydney         | brak udziału |
| 2004 | Ateny          | brak udziału |
| 2008 | Pekin          | brak udziału |
| 2012 | Londyn         | brak udziału |
| 2016 | Rio de Janeiro | brak udziału |
| 2020 | Tokio          | brak udziału |

### Mistrzostwa Świata
| Rok  | Kraj             | Miejsce      |
| ---- | ---------------- | ------------ |
| 1952 | ZSRR             | brak udziału |
| 1956 | Francja          | brak udziału |
| 1960 | Brazylia         | brak udziału |
| 1962 | ZSRR             | brak udziału |
| 1967 | Japonia          | brak udziału |
| 1970 | Bułgaria         | brak udziału |
| 1974 | Meksyk           | brak udziału |
| 1978 | ZSRR             | brak udziału |
| 1982 | Peru             | brak udziału |
| 1986 | Czechosłowacja   | brak udziału |
| 1990 | Chiny            | brak udziału |
| 1994 | Brazylia         | 11. miejsce  |
| 1998 | Japonia          | brak udziału |
| 2002 | Niemcy           | brak udziału |
| 2006 | Japonia          | brak udziału |
| 2010 | Japonia          | brak udziału |
| 2014 | Włochy           | brak udziału |
| 2018 | Japonia          | brak udziału |
| 2022 | Polska/ Holandia | brak udziału |

### Mistrzostwa Europy
| Rok  | Kraj                                 | Miejsce      |
| ---- | ------------------------------------ | ------------ |
| 1949 | Czechosłowacja                       | brak udziału |
| 1950 | Bułgaria                             | brak udziału |
| 1951 | Francja                              | brak udziału |
| 1955 | Rumunia                              | brak udziału |
| 1958 | Czechosłowacja                       | brak udziału |
| 1963 | Rumunia                              | brak udziału |
| 1967 | Turcja                               | brak udziału |
| 1971 | Włochy                               | brak udziału |
| 1975 | Jugosławia                           | brak udziału |
| 1977 | Finlandia                            | brak udziału |
| 1979 | Francja                              | brak udziału |
| 1981 | Bułgaria                             | brak udziału |
| 1983 | NRD                                  | brak udziału |
| 1985 | Holandia                             | brak udziału |
| 1987 | Belgia                               | brak udziału |
| 1989 | Niemcy                               | brak udziału |
| 1991 | Włochy                               | brak udziału |
| 1993 | Czechy                               | 3. miejsce   |
| 1995 | Holandia                             | 7. miejsce   |
| 1997 | Czechy                               | 7. miejsce   |
| 1999 | Włochy                               | brak udziału |
| 2001 | Bułgaria                             | 4. miejsce   |
| 2003 | Turcja                               | 9. miejsce   |
| 2005 | Chorwacja                            | brak udziału |
| 2007 | Belgia/ Luksemburg                   | brak udziału |
| 2009 | Polska                               | brak udziału |
| 2011 | Serbia/ Włochy                       | 15. miejsce  |
| 2013 | Niemcy/ Szwajcaria                   | brak udziału |
| 2015 | Holandia/ Belgia                     | brak udziału |
| 2017 | Gruzja/ Azerbejdżan                  | 13. miejsce  |
| 2019 | Polska/ Słowacja/ Turcja/ Węgry      | 17. miejsce  |
| 2021 | Serbia/ Bułgaria/ Chorwacja/ Rumunia | 12. miejsce  |
| 2023 | Włochy/ Niemcy/ Belgia/ Estonia      | 9. miejsce   |

### Liga Europejska
| Rok  | Miasto                   | Miejsce      |
| ---- | ------------------------ | ------------ |
| 2009 | Kayseri                  | brak udziału |
| 2010 | Ankara                   | brak udziału |
| 2011 | Stambuł                  | brak udziału |
| 2012 | Karlowe Wary             | brak udziału |
| 2013 | Warna                    | brak udziału |
| 2014 | brak turnieju Final Four | brak udziału |
| 2015 | brak turnieju Final Four | brak udziału |
| 2016 | brak turnieju Final Four | brak udziału |
| 2017 | brak turnieju Final Four | 1. miejsce   |
| 2018 | Budapeszt                | 8. miejsce   |
| 2019 | Varaždin                 | 5-6. miejsce |
| 2021 | Ruse                     | 10. miejsce  |
| 2022 | Orlean                   | 5. miejsce   |
| 2023 | brak turnieju Final Four | 1. miejsce   |